# Canal de Midnapore
El canal de Midnapore fou una obra destinada a la navegació i el reg construïda al districte de Midnapore a Bengala Occidental, Índia. La va iniciar la East India Irrigation and Canal Company el 1886; al cap de dos anys l'obra fou agafada pel govern; va iniciar el servei per reg el 1891. Formava part de l'Orissa Canals Scheme, però després separat i tractat com a projecte independent. Agafava l'aigua del riu Kangsabati i arribava fins al riu Hugli, creuant els rius Rupnarayan i Damodar. La llargada del canal principal era de 116 km (tots navegables) i amb els canals secundaris mesurava 430 km; l'aigua per segon era de 45 metres cúbics.